# Осмофобия
Осмофобия или олфактофобия се свързва със страх, отвращение или психологическа свръхчувствителност към мирисане или миризми. Фобията основно се появява при страдащите от хронична мигрена, които може да са я получили от миризми. Такива мигрени най-често се задействат от лоши миризми, но свръхчувствителността може да се разпростре до всички миризми. Едно изследване открива, че 25% от страдащите от мигрена имат някаква степен на осмофобия.
Някои болни от мигрена лекуват болестта си с някакъв успех използвайки приятни миризми като джоджен или лавандула.